# النا آلتیری
النا آلتیری (ایتالیایی: Elena Altieri؛ ۲۷ ژوئیه ۱۹۱۶ – ۱ مه ۱۹۹۷) با نام اصلی النا کاپوچی بازیگر اهل ایتالیا بود. او بین سال‌های ۱۹۳۷ تا ۱۹۵۵ در ۲۷ فیلم ظاهر شد. آلتیری در استرسا به دنیا آمد و فرزند پدری ایتالیایی و مادری انگلیسی بود. او عمدتاً، هم در تئاتر و هم در سینما، در نقش زنان متکبر و اشرافی ایفای نقش می‌کرد.
از فیلم‌ها یا برنامه‌های تلویزیونی که وی در آن نقش داشته است، می‌توان به دزد دوچرخه و فرشته سپید اشاره کرد.